# Strangalia eickworti
Strangalia eickworti es una especie de escarabajo longicornio del género Strangalia, categorizada en la tribu Lepturini, de la subfamilia Lepturinae. Fue descrita por Chemsak & Noguera en 1997.

## Descripción
Mide 18-21 mm de longitud.

## Distribución
Se distribuye por México.